# Андрейчин, Андрей Михайлович
Андрей Михайлович Андрейчин (укр. Андрій Михайлович Андрейчин; 2 сентября 1865, с. Усьце-Руске, Австрийская империя, теперь Горлицкий повят, Польша — 4 января 1914, Львов, Австро-Венгрия) — известный печатник-литограф, художник-гравер, издатель и общественно-культурный деятель.

## Биография
Окончил школу в Горлицах и поступил в гимназию в Новы-Сонче.
В 1879 г. отправился пешком в Киев, где благодаря содействию печатника Григория Корчака-Новицкого поступил в рисовальную школу Н. Мурашко.
В 1881 г. переехал во Львов, работал в мастерской вывесок, а также в литографии Львовского промышленного общества. Одновременно окончил Художественно-промышленную школу.
В 1886 г. призван на военную службу, два года работал в литографии при Краковской корпусной команде.
С 1889 г. возвращается во Львов в литографию А. Пришляка, а в 1893 г. открывает собственную литографию фирмы «Андрейчин», которая стала основным издателем художественной и музыкальной литературы.
Похоронен на Яновском кладбище во Львове.

## Деятельность
На Краевой выставке 1894 г. А. Андрейчин получил бронзовую медаль за литографические работы. Тесно сотрудничал с Научным обществом имени Т. Шевченко, Львовским университетом, издательствами. Издал «Вышивки восточной Галиции» (1895), «Украинские монограммы для вышивки крестиком и гаптом» (1896), «Писанки» (1886). Создал гравюры и издал серию из 25 портретов киевских и галицких князей, казацких гетманов художника А. Тимоховского. Совместно с Г. Величко изготовил и издал «Этнографическую карту Руси-Украины».

## Литографическая мастерская
Получив свидетельство об окончании специального образования 1893 г. (что давало право на создание самостоятельного предприятия), А. Андрейчин открыл во Львове собственную литографию (сначала в союзе с К. Пиллером, впоследствии с фирмой «Пиллер-Найман»). Поднакопив немного денег, он приобрёл для литографии новое оборудование и начал производить в Львове (несмотря на большую конкуренцию) качественную и всегда вовремя готовую продукцию, благодаря чему литография получила признание, а сам А. Андрейчин — популярность.
Из литографической мастерской (в ней работало до 18 человек) выходила в свет разнообразная продукция: книги, репродукции из разножанровых картин известных украинских художников, оригинальные произведения, которые иллюстрировали научные труды, картины на историческую тематику, альбомы. Немало трудов, которые сходили с «камней» литографии, касалось музыки: ноты романсов и хоровых произведений, оркестровые партитуры. В то же время А. Андрейчин печатал цветные афиши, планы городов, альманахи, календари. С самого начала, однако, больше всего он ориентировался (это продолжалось до Первой мировой войны) на малые литографические формы: открытки, визитки, наградные листы, приглашения, бланки, грамоты, программы собраний, лотерейные и другие «билеты», объявления и тому подобное. Печатал вышивки, многоцветные карты. В целом как литограф А. Андрейчин чуть ли не основной акцент делает на национальную, украиноязычную продукцию.
Литографическая мастерская А. Андрейчина действовала 46 лет. Он возглавлял её в 1893—1914 гг., а в 1914—1939 гг. — его сын Владимир (1893—1947).